# Transformada de Fourier

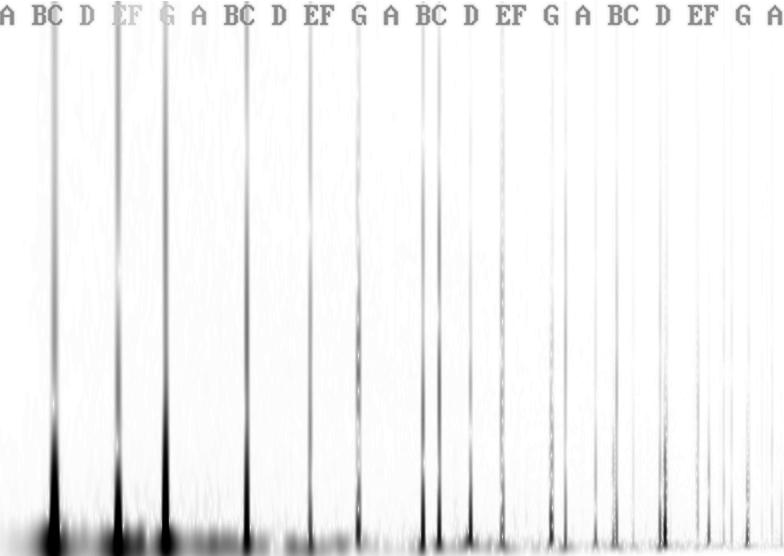
Un ejemplo de aplicación de la transformada de Fourier es determinar los tonos constituyentes en una forma de onda musical. Esta imagen es el resultado de aplicar una transformada de Q constante (una transformada relacionada con Fourier) a la forma de onda de un acorde de piano de do mayor. Los tres primeros picos de la izquierda corresponden a las frecuencias de la frecuencia fundamental del acorde (C, E, G). Los picos más pequeños restantes son sobretonos de frecuencia más alta de los tonos fundamentales. Un algoritmo de detección de tono podría usar la intensidad relativa de estos picos para inferir qué teclas presionó el pianista.

(Este artículo utiliza una definición alternativa de la transformada de Fourier, además de ciertos errores que están siendo corregidos)
La transformada de Fourier es una transformación matemática empleada para transformar señales entre el dominio del tiempo (o espacial) y el dominio de la frecuencia, que tiene muchas aplicaciones en la física y la ingeniería. Es reversible, siendo capaz de transformarse en cualquiera de los dominios al otro. El propio término se refiere tanto a la operación de transformación como a la función que produce.
Se denomina así por el matemático y físico francés Joseph Fourier (1768-1830).
En el caso de una función periódica en el tiempo (por ejemplo, un sonido musical continuo pero no necesariamente sinusoidal), la transformada de Fourier se puede simplificar para el cálculo de un conjunto discreto de amplitudes complejas, llamado coeficientes de las series de Fourier. Ellos representan el espectro de frecuencia de la señal del dominio-tiempo original.
La transformada de Fourier es una aplicación que hace corresponder a una función {\displaystyle f} con otra función {\displaystyle g} definida de la manera siguiente:
{\displaystyle g(\xi )={\frac {1}{\sqrt {2\pi }}}\int _{-\infty }^{+\infty }f(x)e^{-i\xi \,x}dx}
Donde {\displaystyle f} es {\displaystyle \displaystyle {L^{1}}}, es decir, {\displaystyle f} tiene que ser una función integrable en el sentido de la integral de Lebesgue. El factor, que acompaña la integral en definición facilita el enunciado de algunos de los teoremas referentes a la transformada de Fourier. Aunque esta forma de normalizar la transformada de Fourier es la más comúnmente adoptada, no es universal. En la práctica, las variables {\displaystyle x} y {\displaystyle \xi } suelen estar asociadas a dimensiones como el tiempo (segundos) y frecuencia (hercios) respectivamente, si se utiliza la fórmula alternativa:
{\displaystyle g(\xi )={\sqrt {\frac {\beta }{2\pi }}}\int _{-\infty }^{+\infty }f(x)e^{-i\beta \xi \,x}dx}
la constante {\displaystyle \beta } cancela las dimensiones asociadas a las variables obteniendo un exponente adimensional.
La transformada de Fourier así definida goza de una serie de propiedades de continuidad que garantizan que puede extenderse a espacios de funciones mayores e incluso a espacios de funciones generalizadas.
Sus aplicaciones son muchas, en áreas de la matemática, ciencia e ingeniería como la física, la teoría de los números, la combinatoria, el procesamiento de señales (electrónica), la teoría de la probabilidad, la estadística, la óptica, la propagación de ondas y otras áreas. En procesamiento de señales la transformada de Fourier suele considerarse como la descomposición de una señal en componentes de frecuencias diferentes, es decir, {\displaystyle g} corresponde al espectro de frecuencias de la señal {\displaystyle f}.
La rama de la matemática que estudia la transformada de Fourier y sus generalizaciones es denominada análisis armónico.
La transformada de Fourier también se puede generalizar a las funciones de varias variables en el espacio euclidiano, enviando una función de 3-dimensional a una función de momento 3-dimensional (o una función de espacio y tiempo a una función de cuadrimomento).  Esta idea hace que la transformada espacial de Fourier sea muy natural en el estudio de las ondas, así como en mecánica cuántica, donde es importante poder representar soluciones de onda como funciones de posición o de momento y, a veces, de ambos. En general, las funciones a las que se aplican los métodos de Fourier son de valor complejo, y posiblemente de valor vectorial. Todavía es posible una mayor generalización a funciones sobre grupos, las cuales, además de la transformada de Fourier original sobre R. o Rn (vistos como grupos bajo adición), en particular incluye la transformada de Fourier en tiempo discreto (DTFT, grupo = Z), la transformada discreta de Fourier (DFT, grupo = Z mod N) y la serie de Fourier o transformada circular de Fourier (grupo = S1, el círculo unitario ≈ intervalo finito cerrado con puntos extremos identificados). Esta última se emplea habitualmente para tratar  funciones periódicas. La transformada rápida de Fourier (FFT) es un algoritmo para calcular la DFT.

## Definición
La transformada de Fourier es básicamente el espectro de frecuencias de una función. Un buen ejemplo de eso es lo que hace el oído humano, ya que recibe una onda auditiva y la transforma en una descomposición en distintas frecuencias (que es lo que finalmente se escucha). El oído humano va percibiendo distintas frecuencias a medida que pasa el tiempo, sin embargo, la transformada de Fourier contiene todas las frecuencias del tiempo durante el cual existió la señal; es decir, en la transformada de Fourier se obtiene un solo espectro de frecuencias para toda la función.

### Definición formal
Sea {\displaystyle f} una función  Lebesgue integrable
{\displaystyle f\in L^{1}(\mathbb {R} )} o {\displaystyle f\in L^{1}(\mathbb {C} )}
Se define la transformada de Fourier de {\displaystyle f} como la función 
{\displaystyle {\hat {f}}(\xi ):=\int _{-\infty }^{\infty }f(x)\ e^{-2\pi i\xi x}\,dx}
Observemos que esta integral tiene sentido, pues el integrando es una función integrable.  Una estimativa simple demuestra que la transformada de Fourier {\displaystyle {\hat {f}}} es una función acotada. Además, por medio del teorema de la convergencia dominada puede demostrarse fácilmente que {\displaystyle {\hat {f}}} es continua.
La transformada de Fourier inversa de una función integrable {\displaystyle {\hat {f}}} está definida por:
{\displaystyle {\mathcal {F}}^{-1}\{{\hat {f}}\}=f(x)=\int _{-\infty }^{\infty }{\hat {f}}(\xi )\ e^{2\pi i\xi x}\,d\xi ,}
Nótese que la única diferencia entre la transformada de Fourier y la transformada de Fourier inversa es el signo negativo en el exponente del integrando. El teorema de inversión de Fourier formulado abajo justifica el nombre de transformada de Fourier inversa dado a esta transformada. El signo negativo en el exponente del integrado indica la traspolación de complementos yuxtapuestos. Estos complementos pueden ser analizados a través de la aplicación de la varianza para cada función.

## Antecedentes

### Historia
Artículos principales: Historia del análisis de Fourier y Historia de la serie de Fourier.
En 1821, Fourier afirmó que cualquier función, ya sea continua o discontinua, puede expandirse en una serie de senos.
Ese importante trabajo fue corregido y ampliado por otros para sentar las bases de las diversas formas de la transformada de Fourier utilizadas desde entonces.

### Sinusoides complejos
En general, los coeficientes {\displaystyle {\hat {f}}(\xi )} son números complejos, que tienen dos formas equivalentes (véase fórmula de Euler):
{\displaystyle {\hat {f}}(\xi )=\underbrace {Ae^{i\theta }} _{\text{forma de coordenadas polares}}=\underbrace {A\cos(\theta )+iA\operatorname {sen}(\theta )} _{\text{forma de coordenadas rectangulares}}.}
El producto con {\displaystyle e^{i2\pi \xi x}} (Eq.2) tiene estas formas:
{\displaystyle {\hat {f}}(\xi )\cdot e^{i2\pi \xi x}=Ae^{i\theta }\cdot e^{i2\pi \xi x}=\underbrace {Ae^{i(2\pi \xi x+\theta )}} _{\text{forma de coordenadas polares}}=\underbrace {A\cos(2\pi \xi x+\theta )+iA\operatorname {sen}(2\pi \xi x+\theta )} _{\text{forma de coordenadas rectangulares}}.}
Llama la atención la facilidad con la que se simplificó el producto utilizando la forma polar, y la facilidad con la que se dedujo la forma rectangular mediante una aplicación de la fórmula de Euler.

## Notación
La transformada de Fourier de una función {\displaystyle f} puede denotarse de distintas maneras, algunas de ellas son: 
{\displaystyle {\mathcal {F}}[f],\;{\hat {f}},\;{\mathcal {F}}(f(t)),\;{\mathcal {F}}\{f(t)\},\;F(f),\;F(\xi ),\;{\mathcal {F}}(f)(\xi )}.

## Propiedades básicas
La transformada de Fourier es una aplicación lineal:
{\displaystyle {\mathcal {F}}\{a\cdot f+b\cdot g\}=a\,{\mathcal {F}}\{f\}+b\,{\mathcal {F}}\{g\}.}
Valen las siguientes propiedades para una función absolutamente integrable {\displaystyle f}:
- Cambio de escala:

{\displaystyle {\mathcal {F}}\{f(at)\}(\xi )={\frac {1}{|a|}}\cdot {\mathcal {F}}\{f\}{\bigg (}{\frac {\xi }{a}}{\bigg )}}
- Traslación:

{\displaystyle {\mathcal {F}}\{f(t-a)\}(\xi )=e^{-2\pi i\xi a}\cdot {\mathcal {F}}\{f\}(\xi )}
- Traslación en la variable transformada:

{\displaystyle {\mathcal {F}}\{f\}(\xi -a)={\mathcal {F}}\{e^{2\pi iat}f(t)\}(\xi )}
- Transformada de la derivada: Si {\displaystyle f} y su derivada son integrables,

{\displaystyle {\mathcal {F}}\{f'\}(\xi )=2\pi i\xi \cdot {\mathcal {F}}\{f\}(\xi )}
- Derivada de la transformada: Si {\displaystyle f} y {\displaystyle t} → {\displaystyle f(t)} son integrables, la transformada de

Fourier {\displaystyle F(f)} es diferenciable
{\displaystyle {\mathcal {F}}\{f\}'(\xi )={\mathcal {F}}\{(-it)\cdot f(t)\}(\xi )}
Estas identidades se demuestran por un cambio de variables o integración por partes.
En lo que sigue, definimos la convolución de dos funciones {\displaystyle f} y {\displaystyle g} en la recta de la manera siguiente:
{\displaystyle (f*g)(t)=\int _{-\infty }^{+\infty }f(\eta )\cdot g(t-\eta )\,d\eta .}
Nuevamente la presencia del factor delante de la integral simplifica el enunciado de los resultados como el que sigue: Si {\displaystyle f} y {\displaystyle g} son funciones absolutamente integrables, la convolución también es integrable, y vale la igualdad:
{\displaystyle {\mathcal {F}}\{f*g\}={\sqrt {2\pi }}\cdot {\mathcal {F}}\{f\}\cdot {\mathcal {F}}\{g\}}
También puede enunciarse un teorema análogo para la convolución en la variable transformada,
{\displaystyle {\mathcal {F}}\{f\cdot g\}={\sqrt {2\pi }}\cdot {\mathcal {F}}\{f\}*{\mathcal {F}}\{g\}}
pero este exige cierto cuidado con el dominio de definición de la transformada de Fourier.
(Aclaración: dependiendo de la fuente puede variar la definición de la transformada de Fourier y también sus propiedades)

## Pares transformados de uso frecuente
En algunas ocasiones, se define la transformada con un factor multiplicativo diferente de {\displaystyle \textstyle {\frac {1}{\sqrt {2\pi }}}}, siendo frecuente en ingeniería el uso de un factor unidad en la transformada directa y un factor de {\displaystyle \textstyle {\frac {1}{2\pi }}} en la transformada inversa. A continuación, se lista una tabla de funciones y sus transformadas de Fourier con un factor unidad cuya comprobación es trivial. Si se desea utilizar otro factor, basta con multiplicar la segunda columna por dicho factor.
| Función | Transformada |
| --- | --- |
| {\displaystyle \delta (t)\!} | {\displaystyle 1\!} |
| {\displaystyle u(t)\!} (Función unitaria de Heaviside) | {\displaystyle 1/2(\delta (f)+1/(i\pi f))\!}                                                                                      |
| {\displaystyle \operatorname {sen}(w_{0}t)\!} | {\displaystyle {\frac {\pi }{i}}[\delta (w-w_{0})-\delta (w+w_{0})]\!}                                                            |
| {\displaystyle \cos(w_{0}t)\!} | {\displaystyle \pi [\delta (w-w_{0})+\delta (w+w_{0})]\!}                                                                         |
| {\displaystyle 1\!} | {\displaystyle \delta (f)=2\pi \delta (w)\!}                                                                                      |
| {\displaystyle e^{-at}u(t),\quad \mathrm {Re} (a)>0\!} | {\displaystyle {\frac {1}{a+iw}}\!}                                                                                               |
| {\displaystyle e^{-a\|t\|}} | {\displaystyle {\frac {2a}{a^{2}+w^{2}}}\!}                                                                                       |
| {\displaystyle te^{-at}u(t),\quad \mathrm {Re} (a)>0\!} | {\displaystyle {\frac {1}{(a+iw)^{2}}}\!}                                                                                         |
| {\displaystyle {\begin{cases}\cos w_{0}x&\|x\|\leq A\\0&\|x\|>A\end{cases}}}                                                                                                  | {\displaystyle {\frac {\operatorname {sen} A(w-w_{0})}{2\pi (w-w_{0})}}+{\frac {\operatorname {sen} A(w+w_{0})}{2\pi (w+w_{0})}}} |
| {\displaystyle x(t)=\mathrm {rect} \left({\frac {t}{2T_{1}}}\right)={\begin{cases}1,&{\mbox{si }}\|t\|<T_{1}\\0,&{\mbox{si }}\|t\|>T_{1}\end{cases}}\!}                       | {\displaystyle 2T_{1}\mathrm {sinc} \left({\frac {wT_{1}}{\pi }}\right)=2{\frac {\operatorname {sen}(wT_{1})}{w}}}                |
| {\displaystyle x(t)=\mathrm {tri} \left({\frac {t}{2T_{1}}}\right)={\begin{cases}1-{\frac {\|t\|}{T_{1}}},&{\mbox{si }}\|t\|<T_{1}\\0,&{\mbox{si }}\|t\|>T_{1}\end{cases}}\!} | {\displaystyle 2T_{1}\mathrm {sinc} ^{2}\left({\frac {wT_{1}}{\pi }}\right)}                                                      |
| {\displaystyle x(t)=e^{-t^{2}/a^{2}},\quad \mathrm {Im} (a)=0\!} | {\displaystyle {\frac {a}{\sqrt {2}}}e^{-a^{2}w^{2}/4}}                                                                           |
| {\displaystyle e^{-at^{2}}} | {\displaystyle {\sqrt {\frac {\pi }{a}}}e^{-w^{2}/4a}}                                                                            |

## Teorema de inversión
La idea básica del teorema de inversión es que dada una función {\displaystyle f}, la transformada de Fourier inversa aplicada a la transformada de Fourier de {\displaystyle f} resulta en la misma función original, en símbolos:
{\displaystyle (1)\quad {\check {\hat {f}}}=f\quad }
Sin embargo, el resultado formulado de esta forma no es siempre válido, porque el dominio de la transformada de Fourier como lo hemos definido en el primer párrafo de este artículo no es invariante, o sea que la transformada de Fourier de una función integrable no es necesariamente integrable. 
Para formular el teorema de inversión necesitamos encontrar espacios de funciones que sean invariantes bajo la transformada de Fourier. De hecho, hay numerosas posibilidades, la más natural del punto de vista técnico siendo el espacio de Schwartz de funciones φ rápidamente decrecientes. Sin embargo aquí tomamos un camino más directo para formular un enunciado:  
Teorema. El espacio de funciones complejas {\displaystyle f} definidas en la recta tales que{\displaystyle f}  y la transformada de Fourier de {\displaystyle f} sean integrables, es invariante tanto por la transformada de Fourier que por la transformada de Fourier inversa.  Además para una función {\displaystyle f} en este espacio, vale el teorema de inversión (1).
Otra posibilidad para formular un teorema de inversión se fundamenta en el hecho de que la transformada de Fourier tiene muchas extensiones naturales.

## La transformada de Fourier en el espacio de Schwartz
El espacio de Schwartz está constituido por las funciones {\displaystyle \varphi } de variable real, definidas en ℝ e infinitamente diferenciables tales que para todo {\displaystyle m} y {\displaystyle n} enteros no negativos
{\displaystyle \sup _{x\in \mathbb {R} }|x^{m}\varphi ^{(n)}(x)|<\infty ,}
donde {\displaystyle \varphi ^{(n)}} es la {\displaystyle n}-ésima derivada de {\displaystyle \varphi }. Denotamos al espacio de Schwartz por el símbolo {\displaystyle {\mathcal {S}}}.

### Teorema
Tanto la transformada de Fourier como la transformada de Fourier inversa son aplicaciones lineales 
{\displaystyle {\mathcal {S}}\rightarrow {\mathcal {S}}.}
Además vale la fórmula de inversión:
{\displaystyle {\check {\hat {f}}}=f,\quad f\in {\mathcal {S}}.}
El espacio de Schwartz es invariante con respecto a los operadores diferenciales con coeficientes polinomiales, es decir de la forma
{\displaystyle [T\varphi ](x)=\sum _{k=0}^{m}P_{k}(x){\bigg (}{\frac {d}{dx}}{\bigg )}^{n}\varphi (x).}
donde Pk son polinomios.
Debido a las propiedades
{\displaystyle {\mathcal {F}}\left\{{\frac {d\varphi }{dx}}\right\}(\xi )=i\xi \cdot {\mathcal {F}}\{\varphi \}(\xi )\quad }
y
{\displaystyle {\mathcal {F}}\{-ix\cdot \varphi (x)\}(\xi )={\frac {d}{d\xi }}{\bigg (}{\mathcal {F}}\{\varphi \}(\xi ){\bigg )},}
la transformada de Fourier es una herramienta muy importante para el estudio de las ecuaciones diferenciales tanto para la teoría como para su resolución práctica.

## Propiedades de homomorfismo
Debido a que las "funciones base" eikx son homomorfismos de la línea real (más concretamente, del "grupo del círculo") tenemos ciertas identidades útiles:
1. Si {\displaystyle g(x)=f(x-y)} entonces {\displaystyle {\hat {g}}(k)=e^{-iky}{\hat {f}}(k)}
2. La transformada de Fourier es un morfismo:

{\displaystyle {\widehat {(f*g)}}(k)={\hat {f}}(k)\cdot {\hat {g}}(k)}

Es decir, la transformada de Fourier de una convolución es el producto de las transformadas de Fourier.

## Uso en ingeniería
La transformada de Fourier se utiliza para pasar una señal al dominio de frecuencia para así obtener información que no es evidente en el dominio temporal. Por ejemplo, es más fácil saber sobre qué ancho de banda se concentra la energía de una señal analizándola en el dominio de la frecuencia.
La transformada también sirve para resolver ecuaciones diferenciales con mayor facilidad y, por consiguiente, se usa para el diseño de controladores clásicos de sistemas realimentados, si conocemos la densidad espectral de un sistema y la entrada podemos conocer la densidad espectral de la salida. Esto es muy útil para el diseño de filtros de radiotransistores.
La transformada de Fourier también se utiliza en el ámbito del tratamiento digital de imágenes, como por ejemplo para mejorar o definir más ciertas zonas de una imagen fotográfica o tomada con una computadora, véase ondícula (wavelet).
Detección de compuestos al analizar las frecuencias electromagnéticas transmitidas en diversos compuestos, materiales y aleaciones

## Interpretación geométrica
Definido el producto escalar entre funciones de la siguiente manera:
{\displaystyle \langle f,g\rangle =\int _{-\infty }^{+\infty }f(x)g(x)\ dx\quad }
la transformada de Fourier se puede entender como el producto escalar entre la función {\displaystyle x(t)} y la exponencial compleja {\displaystyle e^{i2\pi \,ft}} evaluado sobre todo el rango de frecuencias {\displaystyle f}. Por la interpretación usual del producto escalar, en aquellas frecuencias en las que la transformada tiene un valor mayor, más parecido tiene {\displaystyle x(t)} con una exponencial compleja.